# François Lapierre
François Lapierre PME (* 16. Juli 1941 in Bromont) ist ein kanadischer Geistlicher und emeritierter römisch-katholischer Bischof von Saint-Hyacinthe.

## Leben
François Lapierre trat der Société des Missions-Étrangères bei und empfing am 18. Dezember 1965 die Priesterweihe. 1966 ging er nach Mexiko, um seine Spanischkenntnisse zu verbessern. Im folgenden Jahr wurde er als Missionar nach Peru entsandt, ehe sein Orden ihn 1971 nach Kanada zurückversetzte, wo er bis 1979 verschiedene Aufgaben ausübte. Nach weiteren Missionarstätigkeiten in Guatemala und Honduras wurde er 1983 Kaplan der internationalen katholischen Studentenbewegung. Ab 1986 übte Lapierre dieselbe Tätigkeit bei der Bewegung der katholischen Intellektuellen aus. Von 1991 bis 1998 stand er seiner Ordensgemeinschaft als Generalsuperior vor.
Papst Johannes Paul II. ernannte ihn am 7. April 1998 zum Bischof von Saint-Hyacinthe. Der Altbischof von Saint-Hyacinthe, Louis-de-Gonzague Langevin MAfr, spendete ihm am 16. Juni desselben Jahres die Bischofsweihe; Mitkonsekratoren waren Gilles Ouellet PME, Alterzbischof von Rimouski, und André Gaumond, Erzbischof von Sherbrooke. Innerhalb der Kirchenprovinz Québec war François Lapierre Vorsitzender des Ausschusses für interkulturelle und interreligiöse Angelegenheiten. Darüber hinaus war er Mitglied der Kommission für die Einheit der Christen.
Papst Franziskus nahm am 29. Juni 2017 seinen altersbedingten Rücktritt an.